# Tityus choco
Espèce
Tityus choco est une espèce de scorpions de la famille des Buthidae.

## Distribution
Cette espèce est endémique du département de Chocó en Colombie. Elle se rencontre vers Acandí.

## Étymologie
Son nom d'espèce lui a été donné en référence au lieu de sa découverte, le département de Chocó.

## Publication originale
- Lourenço & Flórez, 2018 : « Further clarifications on some species of the genus Tityus, subgenus Atreus (Scorpiones: Buthidae), from Colombia and Ecuador, With the description of a new species. » Revista Ibérica de Aracnología, no 33, p. 63-72.